# 吉兰丹第纳尔
吉兰丹第纳尔是马来西亚吉兰丹州自行发行的一种贵金属硬币，2010年首次发行，与马来西亚令吉一起在吉兰丹州境内流通。由于马来西亚联邦政府禁止各州发行自己的货币，故吉兰丹第纳尔在法律上仅能被视作“纪念品”，马来西亚全国的法定货币仍只有令吉。

## 历史
早在2006年，由伊斯兰党长期执政的吉兰丹州就开始计划效仿伊斯兰教旧制，发行自己的货币。时任吉兰丹州公共行政、经济规划、金融和社区发展委员会主席的胡桑慕沙表示，金银本位的货币币值稳定，有助于抵御通货膨胀，马来西亚的法定货币令吉仍然可以在官方交易中使用。不过马来西亚联邦政府对此表示反对，时任马来西亚首相兼财政部长阿都拉·巴达威在出席世界经济论坛时，表示他不会允许马来西亚各州发行自己的货币。
尽管联邦政府反对，并表示吉兰丹州的私铸货币不受法律承认，2010年8月12日，吉兰丹第纳尔仍然开售；截至该年9月4日，吉兰丹第纳尔和迪拉姆已告售罄。当地政府官员相信，施行金银货币可保市场稳定，保护个人财富不受国际货币市场冲击。时任吉兰丹州州务大臣聂阿兹表示，新的“货币”更加符合伊斯兰教教义，“对于向全世界展示穆斯林拥有自己的货币体系至关重要”；同时他以鸡肉价格为例（穆罕默德时代鸡肉仅需1迪拉姆，而2010年马来西亚的鸡肉价格为13令吉），认为金银货币可有效抵御通胀。
在吉兰丹州，除贵金属投资外，吉兰丹第纳尔更多用于宗教用途，如缴纳天课等。

## 流通硬币
所有吉兰丹第纳尔和迪拉姆硬币都得到了阿联酋阿布扎比的“世界伊斯兰造币厂”（World Islamic Mint）的认证，其中第纳尔为金币，成色91.7%；迪拉姆为银币，成色99.9%。硬币正面为吉兰丹州州徽、马来语及英语的“吉兰丹政府”字样、面值及成色，背面为阿拉伯文字。具体面值如下（2012年8月5日数据）：
金币
| 面值      | 重量（g） | 直径（mm） | 售价      |
| --------- | --------- | ---------- | --------- |
| 1/2第纳尔 | 2.125     | 16         | RM387.00  |
| 1第纳尔   | 4.25      | 21         | RM774.00  |
| 2第纳尔   | 8.500     | 22         | RM1548.00 |
| 5第纳尔   | 21.25     | 25         | RM3870.00 |
| 8第纳尔   | 34.00     | 32         | RM6192.00 |

银币
| 面值     | 重量（g） | 直径（mm） | 售价     |
| -------- | --------- | ---------- | -------- |
| 1迪拉姆  | 2.975     | 22         | RM25.00  |
| 2迪拉姆  | 5.950     | 25         | RM50.00  |
| 5迪拉姆  | 14.875    | 32         | RM125.00 |
| 10迪拉姆 | 29.750    | 41         | RM250.00 |
| 20迪拉姆 | 59.50     | 50         | RM500.00 |